# Ana Birchall

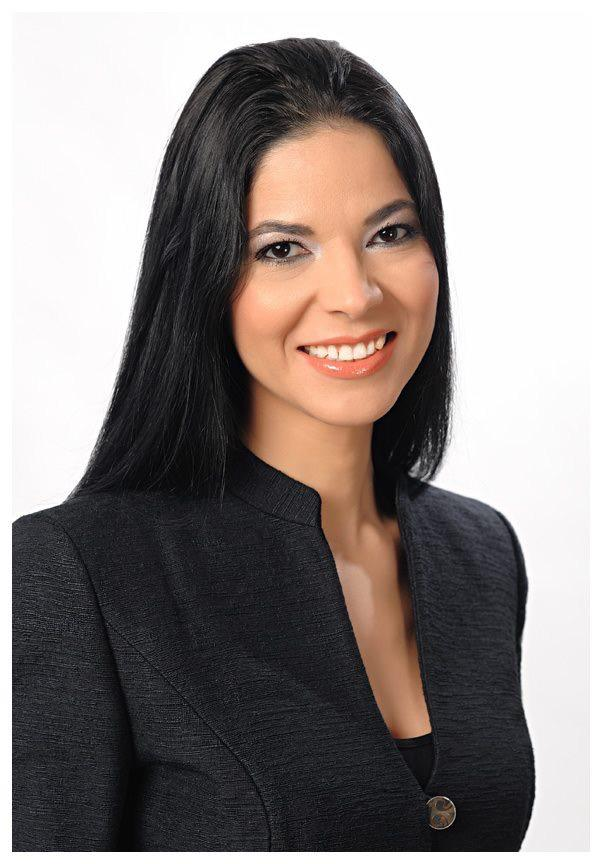
Ana Birchall

Ana Birchall (geborene Ana Călin; * 30. August 1973 in Mizil) ist eine rumänische Juristin und Politikerin (parteilos).

## Leben und Karriere
Birchall absolvierte ihr Jurastudium an der Universität Bukarest und der Universität "Nicolae Titulescu". Anschließend setzte sie ihre Studien an der Yale Law School fort. Sie erwarb einen Master of Studies in Law (2000) und promovierte (J.S.D.) 2002 bei Anthony T. Kronman. Ihre Doktorarbeit befasste sich mit einer vergleichenden Analyse des Insolvenzrechts in verschiedenen Ländern.
Nach ihrem Studium arbeitete Birchall als Anwältin für die Kanzlei White & Case LLP. Im Jahr 2003 kehrte sie nach Rumänien zurück und begann ihre politische Karriere. Sie war Abgeordnete im rumänischen Parlament von 2012 bis 2020 und übernahm im Januar 2017 das Amt der Ministerin für Europa. Kurz darauf wurde sie im Februar 2017 zur Interims-Justizministerin ernannt. 2018 wurde sie zur stellvertretenden Premierministerin für strategische Partnerschaften berufen und im 2019 zur Justizministerin ernannt. Während ihrer Amtszeit als Justizministerin setzte sich Birchall für Justizreformen und den Kampf gegen Korruption ein. 
Seit Dezember 2023 ist Ana Birchall als Sonderbeauftragte für strategische und internationale Angelegenheiten bei Nuclearelectrica, dem rumänischen Kernkraftwerksunternehmen, tätig.
Im Jahr 2024 kündigte Ana Birchall ihre Absicht an, als unabhängige Kandidatin für das Amt des rumänischen Präsidenten zu kandidieren.

## Privates
Ana Birchall ist mit dem britischen Geschäftsmann Martyn Birchall verheiratet. Das Paar hat einen Sohn.